# Удалов Олександр Петрович
Олександр Петрович Удалов (9 листопада 1922, місто Сормово, тепер у складі міста Нижнього Новгорода, Російська Федерація — 26 лютого 2014, місто Нижній Новгород, тепер Російська Федерація) — радянський діяч, новатор виробництва, бригадир слюсарів-судомонтажніков заводу «Красное Сормово» імені Жданова міста Горького (Нижнього Новгороду). Кандидат у члени ЦК КПРС у 1971—1981 роках. Герой Соціалістичної Праці (30.03.1970).

## Біографія
Народився в родині робітників. У 1937 році закінчив сім класів середньої школи. У 1938—1939 роках — учень школи фабрично-заводського учнівства (ФЗУ) при заводі «Красное Сормово», здобув фах токаря.
У 1939—1941 роках — токар заводу «Красное Сормово» міста Горького.
У 1941—1948 роках — у Військово-морському флоті СРСР, учасник німецько-радянської війни. Служив трюмним машиністом на підводному човні навчального загону підводного плавання в місті Махачкалі. Потім служив на підводному човні «М-104» 4-го дивізіону підводних човнів Північного флоту.
З березня 1948 року — слюсар-монтажник другого судомонтажного цеху заводу «Красное Сормово» міста Горького.
Член ВКП(б) з 1949 року.
У 1960—1982 роках — бригадир слюсарів-монтажників заводу «Красное Сормово» імені Жданова міста Горького.
Указом Президії Верховної Ради СРСР від 30 березня 1970 роки за видатні заслуги у виконанні спеціального завдання Уряду СРСР Удалову Олександру Петровичу присвоєно звання Героя Соціалістичної Праці з врученням ордена Леніна і золотої медалі «Серп і Молот».
З 1982 року — на пенсії в місті Горькому (Нижньому Новгороді). Після виходу на пенсію протягом п'яти років був майстром-наставником Горьковського міського професійно-технічного училища № 5.
Помер 26 лютого 2014 року. Похований в місті Нижньому Новгороді на Ново-Сормовському цвинтарі.

## Нагороди і звання
- Герой Соціалістичної Праці (30.03.1970)
- орден Леніна (30.03.1970)
- орден Жовтневої Революції (25.03.1974)
- два ордени Вітчизняної війни ІІ ст. (29.11.1943, 11.03.1985)
- медаль «За відвагу» (9.05.1944)
- дві медалі «За трудову доблесть» (24.09.1954, 28.04.1963)
- медаль «За трудову відзнаку»
- медалі
- Сталінська премія ІІІ ст. (1950) — за роботу в галузі засобів зв'язку
- Почесний громадянин міста Горького (Нижнього Новгорода) (1976)